# Пчôлка
«Пчôлка» — ілюстрований дитячий місячник, виходив в Ужгороді 1923—1934 років (перший рік як додаток до журналу «Подкарпатське Пчолярство»), видавництвом товариства «Просвіта».
Редактор — Павло Кукуруза. При «Пчôлці» виходила «Бібліотека новинки П.» (86 кн.).
Шеф-редактор — Августин Волошин, директор Ужгородської учительської семінарії, видатний вчений-педагог, організатор роботи серед учительства області, автор багатьох шкільних підручників та підручників для учительських семінарій.
В часописі публікувалися матеріали з історії, культури і природи Закарпаття.
Загальний наклад склав 300 000 примірників.